# Marjan Jelenko
Marjan Jelenko (* 22. Juli 1991 in Maribor) ist ein ehemaliger slowenischer Nordischer Kombinierer.

## Werdegang
Jelenko gab sein internationales Debüt 2004 bei Junioren-Wettbewerben. Ab März 2006 startete er bei FIS-Rennen sowie ab 2008 im Alpen- und Continental Cup. Am 31. Januar 2009 gab er in Chaux-Neuve sein Debüt im Weltcup der Nordischen Kombination. Bereits im zweiten Wettbewerb konnte er dabei die Punkteränge erreichen. Bei der Junioren-Weltmeisterschaft 2009 in Štrbské Pleso erreichte er im Gundersen über 5 km den sechsten Platz, im Gundersen über 10 km hingegen nur den 29. Platz. Mit dem Team erreichte er den zwölften Rang. Bei den Nordischen Skiweltmeisterschaften 2009 in Liberec musste er sich mit hinteren Platzierungen in allen Einzelwettbewerben begnügen. Die Saison 2008/09 beendete er auf dem 74. Platz in der Weltcup-Gesamtwertung. Bei der Junioren-Weltmeisterschaft 2010 in Hinterzarten gelang ihm der Durchbruch. So gewann er mit dem Team die Bronzemedaille sowie im Gundersen über 5 km die Silbermedaille. Wenige Wochen später wurde er zudem in Kranj slowenischer Meister vor Gašper Berlot. Die guten Ergebnisse aus dem Vorjahr konnte er bei den Junioren-Weltmeisterschaften 2011 in Otepää noch steigern. Nachdem er sich über die 10 Kilometerdistanz noch dem deutschen Johannes Rydzek geschlagen geben musste, siegte er über die 5 Kilometerdistanz vor Rydzek und gewann seine erste internationale Goldmedaille. 
Nachdem Jelenko 2011/12 die Gesamtwertung des zweitklassigen Continental Cups gewonnen hatte, absolvierte er im Winter 2012/13 seine stärkste Weltcup-Saison. So erreichte er bereits im November 2012 in Lillehammer als Fünfter erstmals die Top Ten im Weltcup, was ihm im Saisonverlauf noch weitere drei Mal gelang. Darüber hinaus belegte Jelenko bei den Nordischen Skiweltmeisterschaften 2013 in Val di Fiemme den siebten Rang im Gundersen Einzel von der Normalschanze, was seine beste Leistung bei Weltmeisterschaften darstellte. Jelenko beendete nach der Saison 2018/19 seine Karriere. Der mehrfache slowenische Meister hatte an zwei Olympischen Winterspielen sowie fünf nordischen Skiweltmeisterschaften teilgenommen.

## Statistik

### Teilnahmen an Olympischen Winterspielen
| Jahr und Ort     | Wettbewerb   | Wettbewerb   | Wettbewerb | Wettbewerb |
| Jahr und Ort     | Gundersen NS | Gundersen GS | Team       |            |
| ---------------- | ------------ | ------------ | ---------- | ---------- |
| 2014 Sotschi     | 21.          | 16.          | –          |            |
| 2018 Pyeongchang | 44.          | 41.          | –          |            |

### Weltcup-Platzierungen
| Saison  | Platz | Punkte |
| ------- | ----- | ------ |
| 2008/09 | 74.   | 03     |
| 2011/12 | 56.   | 08     |
| 2012/13 | 19.   | 261    |
| 2013/14 | 27.   | 130    |
| 2014/15 | 47.   | 038    |
| 2015/16 | 34.   | 061    |
| 2016/17 | 63.   | 05     |
| 2017/18 | 44.   | 032    |